# ユーヌス・カーヌーニー
ムハンマド・ユーヌス・カーヌーニー（محمد یونس قانونی、英:Yunus Qanuni、1957年 - ）は、アフガニスタンの政治家。同国第一副大統領、人民議会議長、内務大臣を歴任。新アフガニスタン党党首。

## 経歴
パンジシール州出身。タジク人。ムハンマド・ユースフの息子。
貴族学校「アブ＝ハニファ」（1978年）、カーブル大学神学部を卒業。
1992年から1995年、アフガニスタン・イスラム国の政治局長、国防次官（国防相はアフマド・シャー・マスード）。1995年～2001年、北部同盟の内務相。
2001年11月、ボンで開かれたターリバーン後のアフガニスタンに関する会議において、北部同盟代表団の団長を務める。この会議で、ユーヌス・カーヌーニーは、内務大臣になるものとされた。
2001年12月、ハーミド・カルザイ暫定政権の内務大臣として正式に承認。2002年5月1日、移行政権の中等教育相に任命（6月19日にロヤ・ジルガにより承認）。2002年6月末から、閣僚級の安全保障担当大統領特別顧問。
2004年の大統領選挙では、カルザイの対抗馬となり、16.3％を得票し2位であった。2004年12月、野党「新アフガニスタン党」結成を発表し、2005年3月、12の野党を統合する政治連合「アフガニスタン国民理解戦線」を率いた。
2005年から人民議会議員。同年12月21日から人民議会議長。
2014年3月、死去したムハンマド・ファヒームの後任として第一副大統領に指名され就任、半年間のみ務めた。

## パーソナル
ダリー語、パシュトゥー語、ウズベク語、アラビア語を話す。